# 洛神 (1975年電視劇)
洛神為1975年劇集，由鄭少秋、苗金鳳主演，共7集，於週日晚上的《電視劇場》欄目內橎映，每集長一小時。內容講述絕色美人甄宓（苗金鳳飾）投靠曹操（陳有后飾）後 ，與文武雙全的三公子曹植（鄭少秋飾）一段可歌可泣的愛情故事。劇集裏亦有其他原創插曲，作點綴劇情用。

## 主要演員
- 鄭少秋 飾 曹植
- 苗金鳳 飾 甄宓
- 梁　天 飾 曹丕
- 陳有后 飾 曹操
- 金興賢 飾 曹彰
- 黃曼梨 飾 卞夫人
- 鄭子敦 飾 吳質
- 阮令濤 飾 曹劍輝
- 梁秋媚 飾 徐化
- 關　聰 飾 楊修
- 周　吉 飾 崔琰
- 談泉慶 飾 許褚
- 潘先琪 飾 王粲
- 程可為 飾 崔氏
- 吳孟達 飾 丁儀
- 吳敏佳 飾 劉楨
- 周潤發 飾 徐晃
- 黃　新 飾 司馬懿
- 林家宜 飾 太醫
- 劉錦坤 飾 儀仗官